# Драганов, Минчо
Минчо Стоянов Драганов (18 августа 1937, Драгодан — 8 октября 2011, София) — болгарский социолог и социальный психолог.

## Биография
Родился 18 августа 1937 года в деревне Кюстендил Драгодан. В течение 40 лет работал в Институте социологии Болгарской академии наук. В 1972 году Минчо Драганов основал кафедру социальной психологии, которую он возглавлял до 1994 года. Являлся главным редактором журнала "Социологические проблемы". Некоторое время являлся председателем Ученого совета Института социологии и председателем исследовательского комитета по социальной психологии Международной социологической ассоциации. Поддерживал дружеские - рабочие отношения с учеными в РАН, в частности с социальным психологом Борисом Парыгиным, с которым неоднократно встречался. Преподавал социальную психологию в Софийском университете, Варненском свободном университете "Черноризец Храбр" (Варна) и Университет Пловдива.
Минчо Драганов умер на семьдесят пятом году жизни 8 октября 2011 года, в Софии.

## Награды
Минчо Драганов является обладателем "Ордена Народной Республики Болгария", Ордена «Святые Равноапостольные Кирилл и Мефодий» первой степени, Ордена «Святые Равноапостольные Кирилл и Мефодий» третьей степени. Являлся почетным профессором Болгарской академии наук.

## Труды
- Религиозната психика на българите, Изд. на БКП, 1968
- Социалната психология в България, Изд. на БКП, 1971
- Проблеми на общественото мнение, Изд. Наука и изкуство, 1973
- Душевност на българския селянин, Партиздат, 1974
- Нашият начин на живот, Изд. на ОФ, 1978
- Начин на живот и обществена психика, Изд. Наука и изкуство, 1989
- Социалните алергии, Изд. Христо Ботев, 1994
- Кога всъщност е създадена българската държава? Изд. Славика-РМ, 1994
- Североамериканската изключителност, Изд. Аля, 1997
- Българино, бъди, Изд. на БАН, 2003